# Домик Петра I (Санкт-Петербург)
Дом Петра I — первая постройка в Санкт-Петербурге, жилище царя Петра I в период с 1703 по 1708 годы. Этот небольшой деревянный дом площадью 60 м² был построен солдатами-плотниками недалеко от Троицкой площади всего за три дня — с 13 мая (24 мая) 1703 по 15 мая (26 мая) 1703. Здесь же 16 мая (27 мая) прошло празднование по случаю присоединения земель и основания нового города. По другой версии, был использован шведский дом, перенесённый из города Ниен, выше по течению Невы. Мебель также была быстро добыта на месте и является типичной обстановкой дома шведского мещанина.
В 1930 году в доме был открыт музей, где представлены артефакты той эпохи и подлинные вещи самого Петра. По состоянию на 2025 год является филиалом Русского музея.

## Архитектура
Место для строительства домика было выбрано в тылу Петропавловской крепости так, чтобы из окон были видны стратегически важные объекты — водные просторы, окружающая местность, бастионы и крепости.

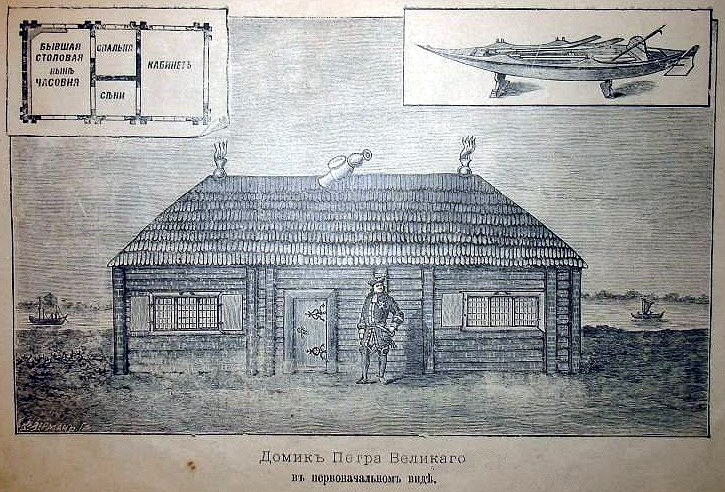
Домик Петра Великого в первоначальном виде (из книги 1911 г.)

Дом построен из тёсаных шестигранником сосновых брёвен на шведский манер.  Сени делят его на две части. Кроме этой особенности, а также дверей, украшенных орнаментальными металлическими накладками, не характерных для русской архитектуры XVII века, всё в доме напоминает об увлечении царя европейской, голландской архитектурой. Так, Пётр I, желая придать дому вид каменного строения, приказал стесать брёвна и расписать их под красный кирпич, высокую крышу (высота до конька крыши — 5,7 м) покрыть гонтом под черепицу, а непривычно большие окна сделать с мелкой расстекловкой. В доме отсутствовали печи и дымоходы, в которых не было необходимости, поскольку Пётр жил в нём лишь в тёплое время года. Крышу украшала деревянная резная мортира, а по краям конька были установлены декоративные «бомбы с пылающим пламенем». Эти утраченные элементы указывали на то, что царь был одновременно командиром почётной роты бомбардиров Преображенского полка. В документах 1720-х годов здание носило название или «старых красных хоромцев, что у двора Романа Вилимовича Брюса в роще», или просто «красных хором».

## Послепетровская судьба

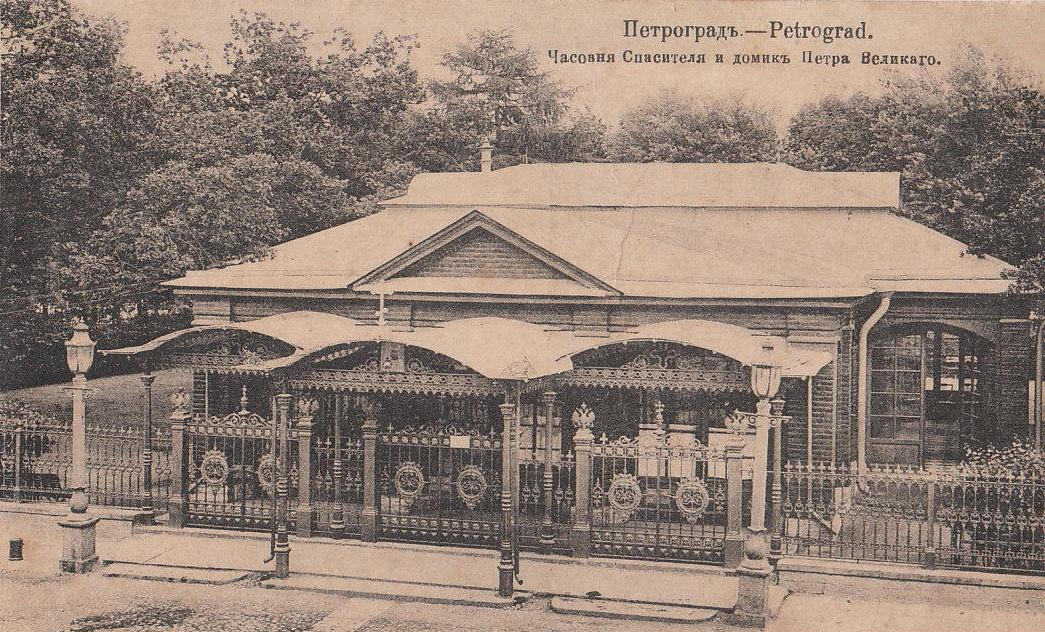
Домик Петра Великого и Часовня Спасителя в 1900-е годы

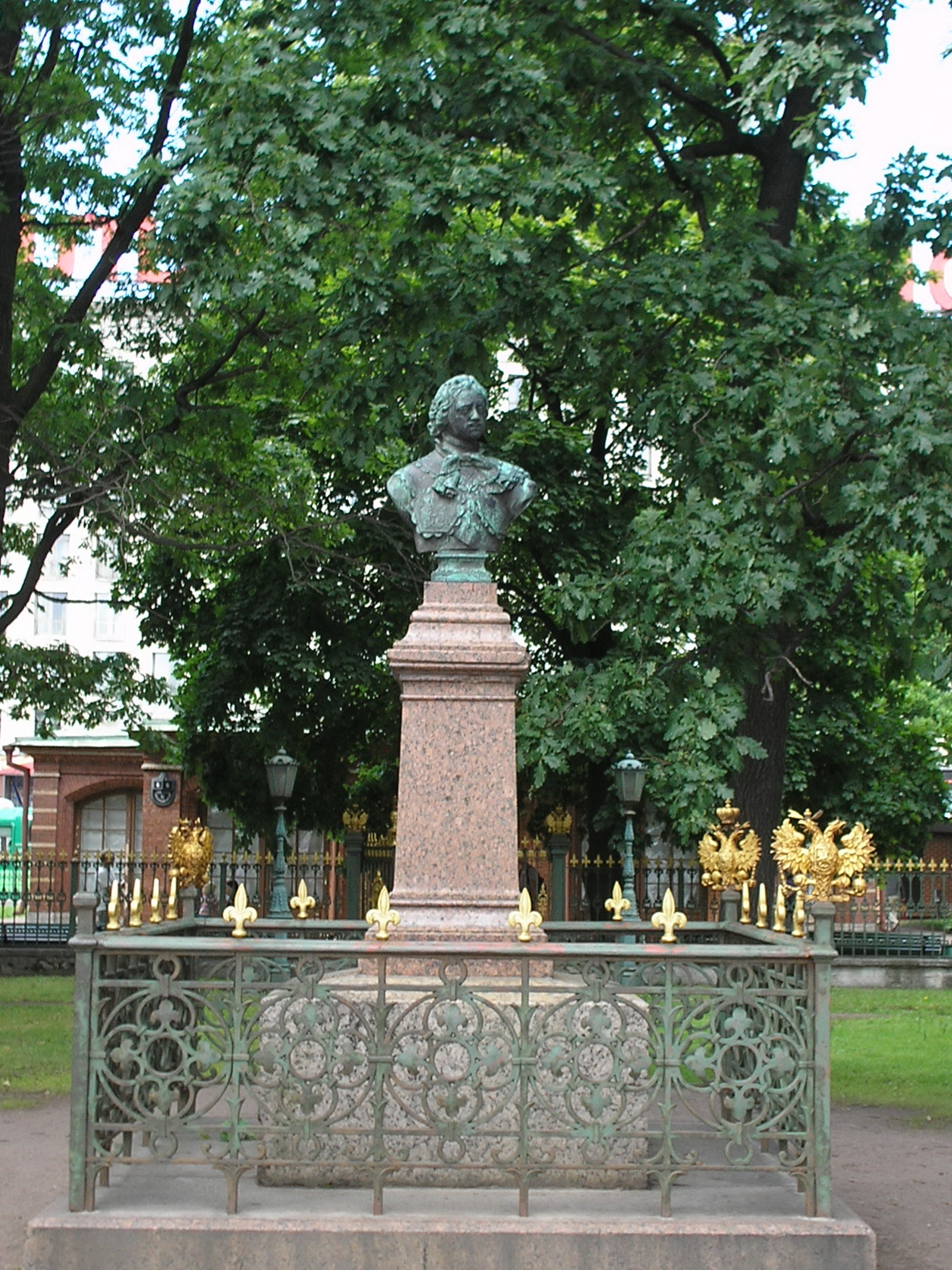
Бронзовый бюст Петра I (скульптор П. Забелло)

После постройки Летнего и Зимнего дворца Пётр больше не жил в этом доме. Он стоял заброшенным вплоть до 1731 года, когда вокруг него поставили каменную галерею. Однако она оказалась в деле защиты малоэффективной, что с особенной силой показало наводнение 10 (21) сентября 1777. Тогда Екатерина II велела «оградить дом каменным чехлом на прочном фундаменте с крышей, покрытой кровельным железом», что и было сделано в 1784 году. В 1844 году «футляр» был полностью разобран и заменён по проекту архитектора Р. И. Кузьмина новым — из шестнадцати столбов с арками без штукатурки. В этом виде домик дошёл до наших дней.
Во второй половине XIX века со стороны Невы был разбит сад. В 1840/30-вы (?) был распланирован сад, примыкавший непосредственно к строению, и обнесли его в 1852 году металлической решёткой, сохранившейся до наших дней. В 1875 перед домом установлен бронзовый бюст Петра I работы скульптора Пармена Забелло по модели скульптора Жилле.
Домик сохранился практически в первоначальном виде. Незначительные изменения, внесённые в период до Октябрьской революции, когда дом использовали как часовню, были устранены в ходе последующих реставраций.
В 1930 году в Домике Петра I был открыт музей. 
Часовня в Доме
По распоряжению Елизаветы Петровны в 1741-1742 годах в Доме была открыта часовня образа Спаса Нерукотворного. Часовня размещалась в столовой Петра I, а в кабинете была ризница. Тогда же, в 1742 году, была учреждена особая комиссия и поставлены наблюдатели. В их обязанности входило наблюдение за состоянием самого Дома и находящейся часовни. Особенной популярностью часовня пользовалась у школьников и студентов, считалось, что молитва перед иконой помогает успешно сдать экзамен. Накануне важных сессий многие родители лично отвозили своих чад в дом Петра I. В ризнице была устроена мемориальная комната, в которой хранились личные вещи Петра I, а это: токарный станок, инструменты, предметы собственноручной работы Петра.  Кресло сохранилось и демонстрируется в кабинете Петра I. Часовня была закрыта в 1930 году.
Главной святыней часовни стала икона Нерукотворного Образа, которую брал Пётр I. Икона сопровождала его во всех походах, а также сражениях. По распоряжению, она была написана для царя Алексея Михайловича знаменитым иконописцем Симоном Ушаковым. Икона перешла к Петру по наследству. Чудотворная икона Спаса Нерукотворного уже с XVIII века являлась самой почитаемой в Санкт-Петербурге. Поклониться образу приходили все слои населения, от обычных дворян, до баронов с герцогами.
Перечень и изображения этих предметов можно увидеть на выставочном стенде в музее «Дом Петра I».

## Музей
В 1938 году дому присвоили статус историко-мемориального музея. Во время Великой Отечественной войны Дом Петра I был закрыт. Его окна и двери заколотили листами фанеры, зашили досками и, чтобы максимально замаскировать, закрасили серой масляной краской. За сохранением музея следили дежурные. Он, к сожалению, пострадал от ударной волны, но повреждения быстро ликвидировали. Уже в сентябре 1944 года дом первым среди всех музеев Ленинграда открылся для посетителей.
В 1960-е годы в доме  проведены реставрационные работы. Проведён капитальный ремонт «футляра», в ходе которого расчищены кирпичные стены, застеклены дверные и оконные проёмы, покрашены стены и потолки внутри, мраморный пол столовой, постеленный в годы существования часовни, заменён деревянным. Стены и потолки самого дома затянули новым холстом. Также отреставрировали решётку вокруг дома, была повешена бронзовая табличка с указанием роста царя.
В 1958 году в «футляре» устроили отопление, что сделало возможным круглогодичное посещение музея.
В 1971—1975-х годах производилась научная реставрация. 
К тому же экспозиция музея составлена из двух разделов в доме:
1. Самого дома и выставки в «футляре» дома.
2. В кабинете, столовой и спальне дома были представлены подлинные вещи, принадлежавшие Петру I, предметы быта начала XVIII века, материалы о строительстве и реставрации самого памятника, материалы о событиях Северной войны 1700—1721 и основании Петербурга.
На гранитной набережной устроен спуск к Неве, с обеих сторон установлены фигуры мифологических львиноподобных существ ши-цза, привезённых в 1907 году из города Гирина в Маньчжурии, которые, в свою очередь, входили в Империю Цин.